# Antsahavaribe (Vohemar)
Antsahavaribe è una città e comune del Madagascar situata nel distretto di Vohemar, regione di Sava. 
La popolazione del comune rilevata nel censimento 2001 era pari a 8 677 unità.